# Gavilea lutea
Gavilea lutea är en orkidéart som först beskrevs av Philibert Commerson och Christiaan Hendrik Persoon, och fick sitt nu gällande namn av Maevia Noemi Correa. Gavilea lutea ingår i släktet Gavilea och familjen orkidéer. Inga underarter finns listade i Catalogue of Life.